# Ölmbrotorp
Ölmbrotorp is een plaats in de gemeente Örebro in het landschap Närke en de provincie Örebro län in Zweden. De plaats heeft 552 inwoners (2005) en een oppervlakte van 66 hectare.

## Verkeer en vervoer
Bij de plaats loopt de Riksväg 50/Riksväg 68.